# 格里戈里·波将金

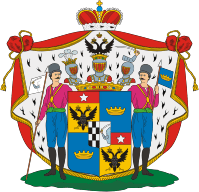
格里高利·波将金的公爵纹章

格里戈里·亚历山德罗维奇·波将金-塔夫里切斯基（俄语：Князь Григорий Александрович Потёмкин-Таврический，羅馬化：Grigoriy Aleksandrovich Potyomkin-Tavricheskiy，發音：[ɡrʲɪˈɡorʲɪj ɐlʲɪkˈsandrəvʲɪtɕ pɐˈtʲɵmkʲɪn tɐˈvrʲitɕɪskʲɪj]；1739年10月11日—1791年10月16日），俄羅斯帝國军事领袖、政客、贵族，葉卡捷琳娜二世著名情人之一，曾任克里米亞總督。他在签署旨在结束第六次俄土战争的《雅西和约》的过程中死去。
波将金生于一个中等收入的小贵族地主家庭。他在1762年的政变中第一次获得了叶卡捷琳娜二世的青睐，随后又在第五次俄土战争（1768–1774年）中表现突出。他成为叶卡捷琳娜二世的情人，宠臣，并且很有可能被接纳为配偶。在他们的激情淡去后，他仍然是她一生的朋友和最受宠爱的臣子。叶卡捷琳娜二世授予他俄罗斯帝国的公爵头衔並使他獲得神圣罗马帝国一等侯爵头衔以及其他许多封号：例如他还是帝国元帅和沙俄陆军以及非正规部队的最高长官。波将金的决定性成就包括吞并克里米亚（1783年）和第六次俄土战争的胜利（1787–1792年）。在他的组织推动下，为了纪念攻克奥斯曼帝国要塞伊斯梅尔，加甫里尔·杰尔查文和奥西普·科佐洛夫斯基创作了俄罗斯的第一首国歌“胜利的惊雷，响起来吧！”。
波将金在1774年被任命为俄国新南部省份的总督。作为地區独裁者，他致力于对东欧大草原的殖民化，颇有争议地严酷对待当地的哥萨克居民。他治下的俄国南部常与臭名昭著的「波将金村庄」联系起来（但規模大小有爭議）。这是一种精心设计的供来访官员参观的大型欺骗性的工程。在这样的形象工程中包括了面向街道模仿真正村庄的粉刷一新的房屋外墙，安居乐业，衣食富足的村民。波将金还以好色，嗜赌，贪财著称。不過，他也监督建造了许多历史性的建筑，包括位于圣彼得堡的塔夫利宫。在烏克蘭，他還建设並發展了一系列城镇，诸如赫尔松，尼古拉耶夫，塞瓦斯托波尔和叶卡捷琳娜斯拉夫（今第聂伯罗）等地的創辦。在这一地区的港口位置優良，成为後來黑海舰队的泊地。在波将金死后一个世纪，他的名字被用来命名在1905年俄国革命中名声大噪的波将金号战舰。在电影导演谢尔盖·米哈依洛维奇·爱森斯坦的著名默片《战舰波将金号》中有对这艘战舰文学化的描述。

## 生平简介

### 早年生涯
格里高利·波将金出生于斯摩棱斯克附近的奇若沃（Чижово）村，他是俄国外交家彼得·波将金的后裔。波将金来自于一个中等收入的地主家庭，据称他们具有波兰血统。他的父亲亚历山大·波将金是一名荣誉退伍军人，他的母亲达莉亚“美貌，能干并且聪明”，然而他们的婚姻最终被证明是不幸的 。波将金的名字格里高利来源于他的教父，一名公务员，同时也是他父亲的堂兄的格里高利·玛维耶维奇·科兹洛夫斯基 。作为农庄的继承人和六个孩子中唯一的儿子，他倍受宠爱。尽管来自于一个小贵族家庭，他仍被给予为俄罗斯帝国效劳的厚望。
他的父亲死于1746年，此后他的母亲接管了整个家族。为了波将金的前途，在他的教父科兹洛夫斯基的资助下，波将金全家搬到了莫斯科。在那里，波将金在莫斯科大学附属的文理中学入学。年轻的波将金有很好的语言能力并且对俄罗斯东正教有浓厚的兴趣。在1750年17岁时，依照贵族子弟的传统，他参军入伍。在1755年，他被筛选进入精锐的近卫骑兵团. 。从预科学校毕业之后，波将金成为首批在大学注册的学生之一。凭借在希腊语和神学方面的出色天赋，波将金于1757年获得了大学的金制奖章并且在同年晚些时候作为12名学生组成的代表团的一员参观了圣彼得堡。然而，这次旅程似乎给波将金带来了极大的影：之后他疏于学业并很快被开除  。面对家人的疏远，他重新加入了他曾经表现出色的近卫军团.。此时他的净资产达到430个农奴，大致相等于一般的贫穷贵族。他沉湎于“醉酒，赌博和无节制的滥交”中，深陷于严重的债务危机中。.
叶卡捷琳娜二世的情人之一格里高利·奥尔洛夫于1762年六月发动了一场宫廷政变，废黜了彼得三世，将叶卡捷琳娜二世推上皇位。波将金以军士的身份和他的军团加入了叛乱。据称，在向彼得夏宫进军前，当叶卡捷琳娜在东宫前检阅部队，她需要一个剑柄带结（也可能是帽子上的饰羽），此时波将金赶忙递上。当时波将金的马似乎碰巧在叶卡捷琳娜的身边徘徊了几分钟，才载着波将金返回到队列中去。政变结束后，叶卡捷琳娜点名奖赏了波将金并确保他被晋升为少尉。尽管波将金参与了监禁遭废黜的沙皇，没有直接的证据显示他参与了在7月对彼得三世的谋杀。 叶卡捷琳娜再次将他提升为Kammerjunker （贴身侍从），同时保留了他在近卫军中的职位。波将金擅长模仿别人的语气神态。很快，他的模仿天赋引起了女皇的注意，他对女皇的模仿也得到了特许和接受。

### 朝臣和将军
尽管叶卡捷琳娜尚未把波将金当做情人，她似乎默许了波将金的许多轻浮举动，例如不断亲吻女皇的手来表达他对女皇的爱慕。这些行为招致了当时独揽大权的奥尔洛夫五兄弟（包括女皇的情人格里高利·奥尔洛夫和他的四个兄弟）的反感。 波将金得以进入到女皇的顾问团中，并且于1762年承担了向瑞典通报政变消息的外交使命。在他复命返回之后，他被任命为检察长，并正式成为了女皇的情人。在不明的事故中（可能是与奥尔洛夫兄弟的厮打或者是庸医对伤口感染的不当治疗），波将金的左眼永久性的失明。这个缺陷都令波将金意志消沉并退出了宫廷，他隐居起来并寻求宗教上的慰藉。 18个月后，很可能是受女皇的召唤，波将金重新出现。他出任了军需官，负责监督军服的生产。很快，他又出任了一个重要的官职，负责在全俄立法委员会监管外民族事务。在1768年的9月，波将金成为宫廷总管大臣，两个月后，女皇解除了他的军职让他全身心投入到宫廷事务中去。 在此期间，第五次俄土战争爆发，波将金渴望证明自己的军事才能，在给女皇的信中他这样写道：
我唯一能向陛下表达尊敬的方式就是通过流血奋战来增添陛下的荣耀。这场战争提供了一个绝佳的机会。我不愿再无所事事，浪费光阴。我在此拜倒在您脚下，请您，仁慈的陛下允许我以陛下所需的任何军衔在前线服务……

—永远敬仰您的波将金 1769年 五月某日
波将金得以在骑兵部队担任少将。他在第一次作战中表现突出，帮助击退了一支鞑靼人和土耳其人组成的骑兵部队。他同样参与了俄军在卡缅涅茨取得的胜利并夺取了那座城镇。波将金几乎每天都参与了实际的战斗。在普拉时科斯基（Prashkovsky）之战中，他表现尤其突出。这次战役之后，他的指挥官亚历山大·米哈伊洛维奇·戈利岑向女皇推荐了他。波将金的部队在彼得·魯緬采夫的指挥下继续推进。在争夺Jurja的战斗中，为了表彰波将金的勇气和指挥的技巧，他获得了圣安娜勋章。在拉尔加之战中，他获得了三等圣乔治勋章并在随后的击溃土耳其军主力的战斗中表现出色。在返回圣彼得堡期间，女皇邀请他共进晚餐达十次。
重返前线后，波将金获得了更多的军功，但随后他就病倒了。因为拒绝服药，他恢复地很缓慢。在1772年的休战后，他的行踪不明。根据不可靠的记载，他返回了圣彼得堡担任叶卡捷琳娜的心腹顾问。 尽管奥尔洛夫此时已经失宠，但是波将金却不是受益者。另一个近卫骑兵团军官亚历山大·瓦西里奇科夫取代奥尔洛夫成为女皇的情人。波将金于1773年以中将的军衔重返位于锡利斯特拉的战场。似乎女皇已经遗忘了他。然而在12月他收到了来自圣彼得堡的召见。总之，他作为战争英雄回到了圣彼得堡。

### 叶卡捷琳娜的宠臣

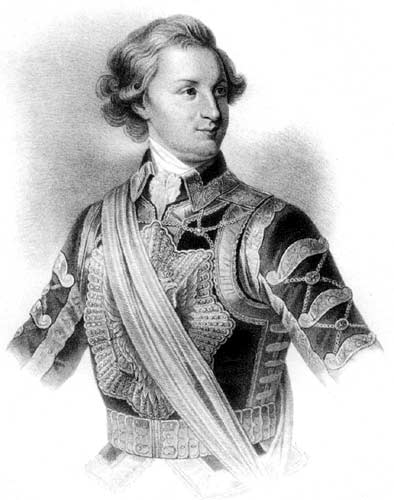
一副可能是描绘35岁的波将金的肖像画，此时正是在他与叶卡捷琳娜感情最亲密的时期

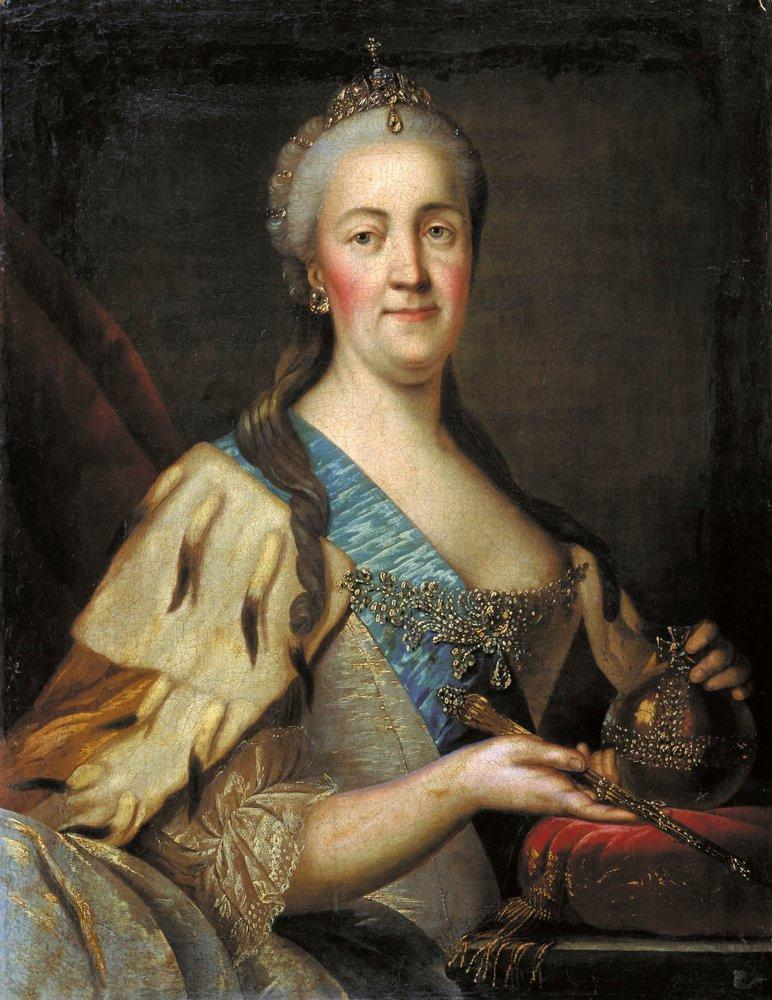
叶卡捷琳娜女皇几乎同时期的画像（時年45歲）

波将金于1774年一月重返宫廷并期望重获女皇的青睐，然而此时的政治形势已经复杂起来。叶梅利扬·伊万诺维奇·普加乔夫冒充被暗杀的彼得三世，以三万人起兵叛乱。除此之外，叶卡捷琳娜的长子保罗一世年满18岁，开始培植自己的势力。 一月底，波将金对自己的尴尬处境感到厌倦，于是以退为进，遁入亚历山大·涅夫斯基修道院（可能是在叶卡捷琳娜的授意下）。在他们的关系更加亲密后，女皇在1774年二月上旬又加恩召回了波将金。，几周之后，他取代了瓦西里奇科夫成为女皇的宠臣，并且得到了沙皇副官的头衔。当女皇的好友格林姆男爵弗雷德里希·梅尔基奥表达对瓦西里奇科夫被解职的反对时，女皇回信道：“你怎么能因为我罢黜了一个好心但是极其无趣的小市民而以一个这个钢铁时代里最伟大，最风趣幽默的人物取代而责备我呢？前者粗野笨拙的举动让宫廷侧目，而波将金却总能表现地得体大方。” 
他们之间频繁的通信得以保存下来，揭示了他们的爱情是“充满欢笑和性爱的，智识上相互欣赏的，强烈的”。他们幽会的地点似乎集中在冬宫地下室的桑拿浴房；很快波将金就生出了满腹的妒意，以至于叶卡捷琳娜不得不向他坦白她与以前的情人的风流韵事。同时，波将金在仕途上也因此是风生水起，尤其是他的军权得到了大大加强。1774年三月，他成为了普列奥布拉任斯基近卫军团的中校，这是一个之前由阿列克谢·奥尔洛夫（格里高利·奥尔洛夫的兄弟）担任的职位。他还自1784年起担任骑兵近卫军团的指挥官。 他接连接受了新俄罗斯总督，俄罗斯帝国国务院委员，大将军，军事执行委员会副主席 和哥萨克的总指挥。通过这些职权，他生活奢侈浪费。为提高自己的社会地位，他还获得了一系列荣誉，包括享有盛誉的圣亚历山大·涅夫斯基勋章和圣安德鲁勋章，波兰的白鹰勋章，普鲁士的黑鹰勋章，丹麦的大象勋章和瑞典的皇家六翼天使勋章。
按照英国历史学家西蒙·赛巴格·蒙蒂菲奥里的看法，波将金和叶卡捷琳娜之间的婚姻是“几乎可以确定”的；而传记作家弗吉尼亚·朗丁却抱有质疑。在1784年12月的通信中，叶卡捷琳娜第一次明确地把波将金称为她的丈夫，尽管1775年、1784年、1791年都可能为秘密的结婚时间。总而言之，在叶卡捷琳娜的12封书信中都暗示他已经成为她至少是秘密上的的配偶。據史料，波将金的行为和女皇以后对他的态度也符合他们两人至少表现地像正常夫妻一样。然而他们的关系却在在1775年下半年发生了转变。尽管没有确切的日期，但是女皇找到了一名官员彼得·泽维达夫斯基作为新的情人。在1775年1月1日，泽维达夫斯基成为女皇的副官（并在五月成了正式的宠臣），而波将金被调往指挥圣彼得堡的部队 。一个可能是女皇的“黄金分手”的标志是波将金在1775年被封为神圣罗马帝国一等侯爵。尽管被女皇所厌倦，波将金与女皇还是和平分手了，所以兩人關係還是不錯。波将金被派往诺夫哥罗德巡查，然而，与旁观者期望不同的是（但不是女皇所期望的），他在几周之后返回了。他拒绝了女皇阿尼奇科夫宫的赏赐，选择了冬宫的新寓所，保留了他的位置。尽管不再是女皇的宠臣，波将金仍然是她偏爱的臣子之一。
尽管他们的亲密关系似乎走向了终结，叶卡捷琳娜和波将金之後仍然保持了一种伴随终生的亲密友谊。大多数时间波将金与女皇以及女皇的最新情人在宫廷中呈现出一种三角恋的关系。宠臣似乎是一个高风险的职位，泽维达夫斯基之后是谢苗·佐里奇（1777年五月到1778年五月），伊凡·林姆斯基·科尔萨科夫（1778年五月到1778年下半年），亚历山大·兰斯科伊（1780年到1784年），亚历山大·叶尔莫洛夫（1785年到1786年），亚历山大·德米特里耶夫·马莫诺夫（1786年到1789年），普拉登·祖波夫（1789年到1796年）。波将金检查这些候选人是否合适，他似乎倾向于保持这种关系并“填补”这些宠臣之间的空隙。 波将金还安排女皇撞见林姆斯基·科尔萨科夫正在与另外一个女人缠绵。在女皇与兰斯科伊之间相对较长的情人关系期间，波将金特地把自己的注意力转移到其他事情上去。 他开始了一系列感情关系，包括与他的亲侄女们，其中一个还为他生了一个孩子。

### 外交生涯
波将金在此期间的第一个使命是对外政策的决策。作为一个亲英派，在叶卡捷琳娜二世发起的第一次武裝中立聯盟期间，他参与了与英国大使詹姆斯·哈里斯爵士的谈判。他的“希腊工程”渴求以奥斯曼帝国首都君士坦丁堡为中心重建拜占庭帝国。而为了肢解奥斯曼帝国，必须缓和与奥地利（哈布斯堡王朝）的关系。他们与奥地利君主约瑟夫二世于1780年五月在俄罗斯城市莫吉廖夫会晤。随后的联盟证明了波将金的外交手段要优于其他大臣，比如叶卡捷琳娜的儿子保罗一世一味地支持与普鲁士的联盟。1781年的五月的防御条约保密了两年之久；据说奥斯曼帝国在1787年与俄国开战时仍然对此毫不知情。

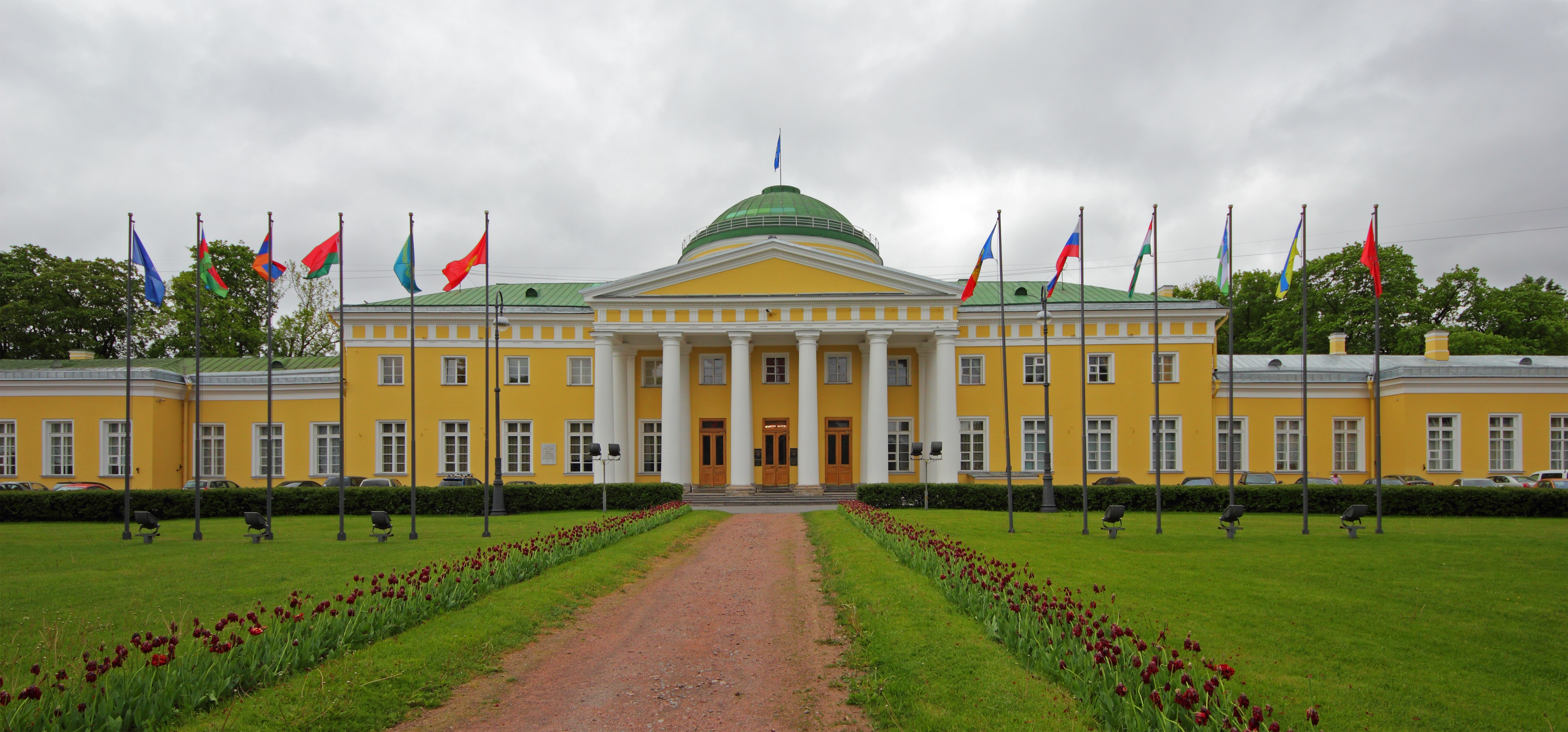
波将金位于圣彼得堡的塔夫利宫

在其他地区，波将金企图快速肢解波斯的计划失败了。原计划的全面入侵被驳回，企图建立贸易点的小股部队也被很快驱逐。波将金转而集中注意到俄国南方诸省的建设中，他兴建了一系列城市，创立了黑海舰队，建造起他的个人王国。这个王国很快就盘算着扩张领土：《库楚克开纳吉和约》结束了之前的第五次俄土战争，尽管在俄国的有利控制下，克里米亚汗国成为在俄国的有力控制下独立的国家。然而在1782年六月，克里米亚汗国再次陷入无政府状态。 到了1783年七月，趁英法两国在别处作战的机会，在波将金的设计下，俄国和平吞并了克里米亚和库班地区。几天之后，针对波斯，格鲁吉亚的卡爾特利-卡赫蒂王國与俄国签署了《格奥尔吉耶夫斯克条约》，接受俄国的保护，这恢复了俄国对格鲁吉亚的宗主国地位；卡拉巴赫汗国卡扎尔王朝意欲效仿，最终还是拒绝了俄国的帮助。在对外事务上耗尽心力的波将金高烧不退几乎死去。叶卡捷琳娜奖赏了他十万卢布，他用这笔钱修建了圣彼得堡的塔夫利宫。

### 总督

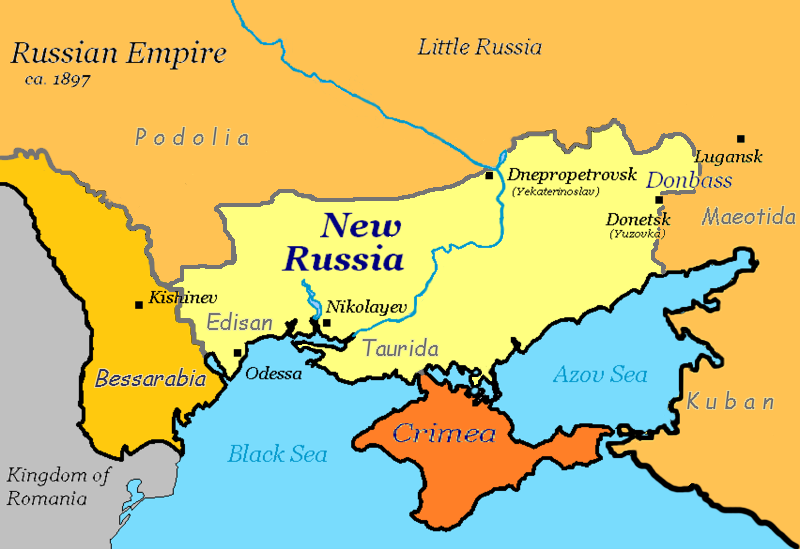
在波将金1791年死前新俄罗斯扩张的概图

波将金在1783年11月重返圣彼得堡并被提升为陆军元帅。次年2月克里米亚正式成为附属。他也成了军事执行委员会的主席托瑞斯省（即克里米亚）被并入新俄罗斯地区。 波将金作为”托瑞斯公爵”在三月中旬再度南下，成为俄国南方诸省的总督（包括新俄罗斯、亚速、萨拉托夫、阿斯特拉罕和高加索）。他拥有可与叶卡捷琳娜相匹的宫廷：到18世纪80年代，他手下有一个拥有50乃至更多官员的总理行政机构并拥有自己的处理日常事务的部长瓦西里·波波夫。
为了巩固自己的统治，在1775年，波将金解散了哥萨克军团，尤其是札波罗结哥萨克。然而，也有看法认为哥萨克群落很可能已经普加乔夫叛乱中毁灭了。 到波将金死时，哥萨克的无政府主义叛乱基本得到了控制。 在札波罗结哥萨克中波将金被称为Hrytsko Nechesa（一个札波罗结的名字）.

#### 建设者
波将金接着开始着手建筑城市。他的第一项工程从赫尔松开始。这座城市在1778年作为黑海舰队的新基地被建设起来。波将金亲自同意了每一项计划，但是城市的建设非常缓慢，耗资巨大还遭遇了瘟疫的侵袭。 接下来建设的港口位于克里米亚，后来成为了塞瓦斯托波尔. 接着他建造了辛菲罗波尔作为克里米亚首府。 他最大的失败是在建造叶卡捷琳娜斯拉夫城（意为叶卡捷琳娜的光荣）的努力中，即今天的第聂伯罗彼得罗夫斯克。波将金第二成功的举措是在1789年建造了尼古拉耶夫。 在从土耳其人手里夺取了敖德萨后，波将金还倡导重新设计了这座城市，让这座城市面貌一新。
波将金的黑海舰队在此期间得到了极大的扩充。到1787年，英国大使回报黑海舰队已经有27艘战列舰。尽管仍然远远落后于英国海军，这让俄国海军已经可以西班牙海军相提并论。与欧洲列强相比，此时的俄国海军实力达到了巅峰。 波将金还奖赏了数十万移居到他统治地区的新移民。据估算，截止1782年，在”极其迅速的”发展中，新俄罗斯和亚速地区的人口翻了一番。 新移民包括俄罗斯人，外国人，从澳大利亚流放的英国罪犯，哥萨克和颇具争议的犹太人。 尽管并非所有的新移民对新的环境都感到满意，但是在波将金的干预下，至少每个家庭都确保有资格获得牲畜。在新俄罗斯地区之外，他制定了亚速- 莫兹多克防线，在 格奥尔吉耶夫斯克，斯塔夫罗波尔和其他地区修筑堡垒来巩固防线。
1784年女皇的情人兰斯科伊去世，波将金应召回到宫廷安慰悲伤的叶卡捷琳娜。 1785年，亚历山大·叶尔莫洛夫被确立为新的宠臣，叶卡捷琳娜, 叶尔莫洛夫和波将金巡视了上伏尔加地区。叶尔莫洛夫在波将金的反对者的支持下企图动摇波将金的位置，然而在1786年夏天，他却被朝臣亚历山大·德米特里耶夫·马莫诺夫取代。波将金回到南方，安排了叶卡捷琳娜在1787年夏天的来访。女皇在一月下旬到达了基辅，在冰雪融化后沿第聂伯河南下。在此期间，波将金还有其他的情妇，包括了一位伯爵夫人。皇家的队伍在四月离开，一个月后到达了赫尔松 在访问塞瓦斯托波尔期间，奥地利皇帝约瑟夫二世和他们一起参观游览，他注意到“女皇非常的高兴……而波将金公爵此时简直无所不能”。

#### “波将金村”
波将金村的典故来源于叶卡捷琳娜对南方的访问，这一说法由德国传记作家乔治·冯·赫尔比格首创。批评者指出，波将金用粉刷一新的外墙来让叶卡捷琳娜误以为这个地区非常富足。据说有数以千计的农民被组织起来配合这样的形象工程。毫无疑问，波将金的确希望能为叶卡捷琳娜展现最好的一面，他为女皇组织了许多充满异国情调的旅行，并且至少两个城市的地方官员建造了形象工程来掩盖当地的贫困。然而，这些欺骗的手段似乎未必有传说中的规模，部分人指出他是為了在戀愛中，取悅女朋友對旅遊蜜月有好感才做形象的，實際上欺騙意圖並不存在、或者說不是主要的目的。奥地利代表团的一员查理·约瑟夫曾经在自己的旅途中做过一些考察，他公开指出这些指控是不实的。

### 总司令

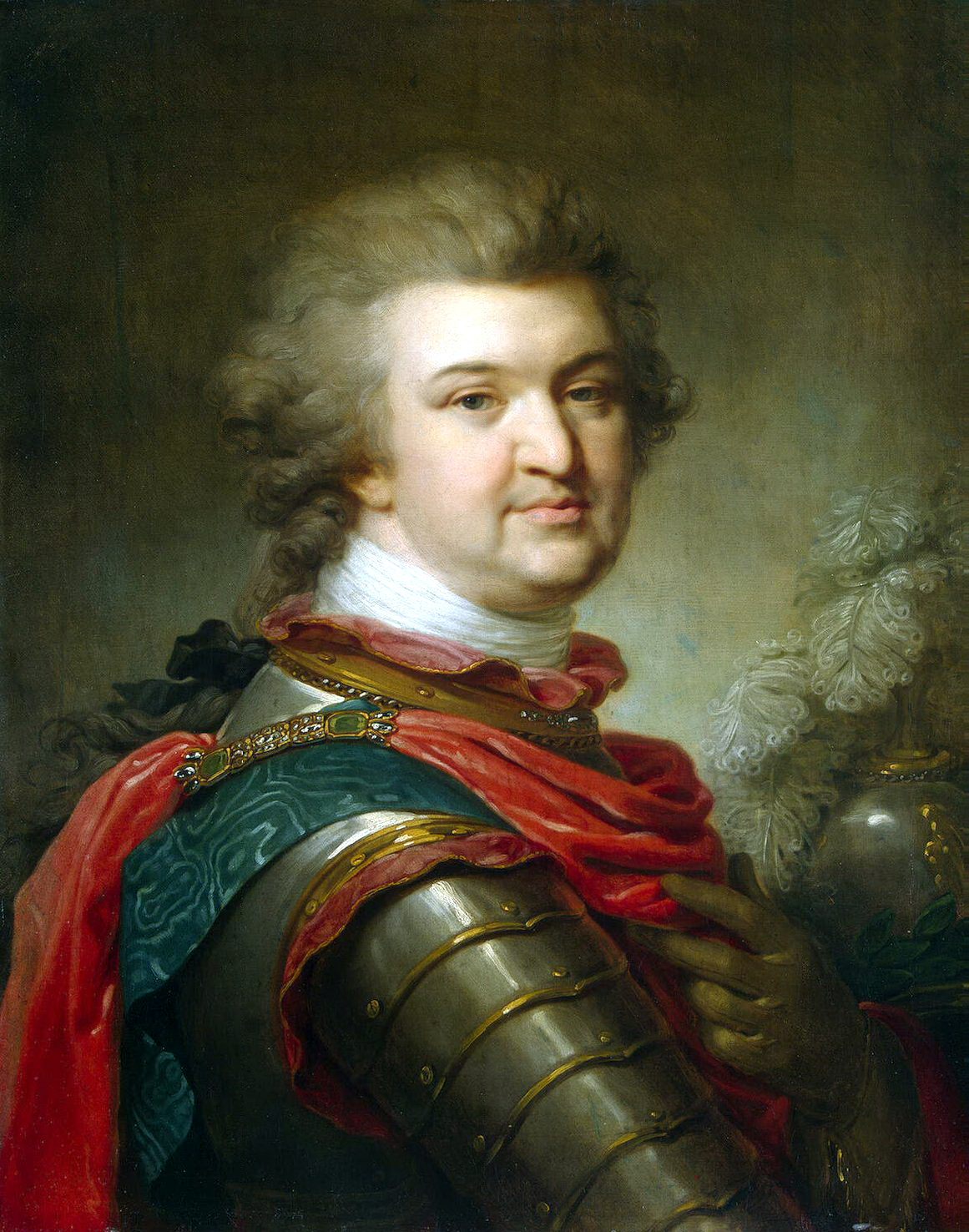
1790年戎装的波将金公爵，由老约翰·巴普蒂斯特·兰皮绘制

波将金留在了南方，逐渐陷入忧愁。他行踪不定，同时被任命为俄军的总司令。1787年8月第六次俄土战争爆发。土耳其人迫切希望收复上次战争中的失地。在普鲁士的压力下，英国与瑞典也对俄国采取敌对的态度。有意无意间，波将金的恫吓并没有让事态好转；他创造的新的舰队和叶卡捷琳娜的南巡都没有对战事有多少帮助。在中部，波将金拥有他自己叶卡捷琳诺斯拉夫省军队，在西部是陆军元帅彼得·鲁缅采夫指挥的规模较小的乌克兰军队。在海上，他拥有黑海舰队，波将金还负责协调俄奥同盟的军事行动。 波将金和叶卡捷琳娜一致同意春季之前先采取守势。尽管土耳其军队在早期一些小的冲突中被击退（如进攻俄国在金伯恩半島的要塞），然而消息传来，他心爱的黑海舰队在风暴中损失惨重，这让他备受打击。一周以后，在叶卡捷琳娜的宽慰下，同时获悉舰队主力尚存，他重整旗鼓。 亚历山大·瓦西里耶维奇·苏沃洛夫将军在十月上旬在金布恩获得了一次重大的胜利；同随着冬季的到来，波将金有把握在春季之前确保港口的安全。
转向别处，波将金在基洛沃格勒建立了他的司令部来筹划未来的行动。他集结了4-5万人的部队，包括新组建的库班哥萨克. 他在作军事准备(包括建设一支百余艘浅水炮舰组成的舰队用于在三角洲中作战)的同时还在追求手下士兵的妻子。 与此同时，奥地利人在欧洲中部采取了防御的态势，他们至少能守住自己的防线。尽管有相左的建议，波将金同样仍采取了守势，除了在高加索地区，铁克利将军和帕维尔·波将金将军（波将金公爵的堂弟）发起了一些袭扰。 1788夏季早些时候，战事加剧，波将金的舰队在海战中以较小的损失获胜并开始了对奥斯曼帝国要塞，也是俄国战争主要目标的奥恰科夫围城战。俄军精锐南下克里米亚作战导致了此时圣彼得堡在俄罗斯-瑞典战争 (1788–1790)中处于瑞典军队的威胁下。 尽管叶卡捷琳娜忧心忡忡，波将金却拒绝向她定期汇报南方的战事
波将金与苏沃洛夫与叶卡捷琳娜本人争执不下。这两人都急于攻克奥恰科夫，土耳其人已经通过海路两次成功地给这座城市输送了补给。12月6日，在波将金的突袭下，经过四个小时战斗，这座城市最终被攻克。有接近一万名土耳其军队阵亡，而俄军仅伤亡两千五百人。 叶卡捷琳娜写道“你（波将金）容不得别人的意见……现在原谅你的无知和愚蠢偏见”。 波将金视察了尼古拉耶夫建造的位于尼古拉耶夫，维特夫卡（Vitovka）的海军造船厂，随后于1789年二月抵达圣彼得堡。 在五月，他再次回到前线，同意了叶卡捷琳娜的应急预案，即被迫与普鲁士或者刚刚要求俄国撤出在波兰驻军的波兰开战（此时叶卡捷琳娜正要考虑用普拉登·祖波夫替换德米特里耶夫·马莫诺夫作为新的宠臣）。回到土耳其前线后，波将金向位于德涅斯特河沿岸 的土军堡垒宾杰里进军。
在1789年的夏季和秋季，俄军取得了一系列的胜利，  包括七月与奥地利军队联合作战的福克沙尼之战；九月上旬的 勒姆尼库沃尔恰之战 和攻克克乌谢尼 和敖德萨; 在9月下旬,土耳其终于在别尔哥罗德-德涅斯特罗夫斯基的要塞投降，位于宾杰里的巨型要塞也不战而降。  波将金在摩尔达威亚首府雅西开设了一个奢华的宫廷，“他像苏丹一样过冬，纵情于他的情人们中间，建设他的城镇，组建他自己的军团，并且与土耳其人谈判……他就是俯瞰众生的王者”。 波将金甚至创办了一份报纸Le Courrier de Moldavie。 他在此时宠爱的情人（尽管同时他还有其他的情人）是普拉斯科维娅·波将金娜,他们的关系持续到了1790年。波将金用她的名字命名了两艘船。作为外交手段的一部，波将金被赐予新的头衔：“黑海舰队大盖特曼（乌克兰语大将军）和叶卡捷琳诺斯拉夫哥萨克总司令” 。 在三月，他作为海军上将获得了对黑海舰队的个人控制。

波将金的军队成功地推进到土耳其帝国腹地，夺取了伊斯梅尔的要塞（左下）。 战争的结果是土耳其把布格河-德涅斯特河一带割让给俄国。

在1790年七月，俄国的波罗的海舰队被瑞典人在斯文思科松海战中击败。尽管遭受了惨重的损失，俄国还是在得以与瑞典签订了基于战前状态的平等和约，从被侵略的威胁中获得了一丝喘息。与瑞典人的停战还释放了紧张的兵源压力用于对付土耳其。波将金把自己的宫廷迁移到了宾杰里并取得了一系列的胜利，包括夺取切尔克斯克，继而夺取多瑙河畔的基利亚。到九月底，只剩下一项目标尚未完成，即土耳其在伊斯梅尔的要塞。在波将金的要求下，苏沃洛夫将军指挥了突击并夺取了伊斯梅尔，虽然损失颇大但是卓有成效。俄国第一首国歌（虽然是非正式的）被加甫里尔·杰尔查文和奥西普·科佐洛夫斯基创作出来纪念这次胜利。
两年之后他回到圣彼得堡来处理英普同盟带来的两线作战的威胁。圣彼得堡举行了一场“波将金狂欢宴”来庆祝他的归来。公爵彬彬有礼的迷人风度吸引了一位新的情人，叶卡捷琳娜·多尔戈茹卡亚。然而她似乎很快被新的情人取代。 波将金在试图驱逐女皇的新情人祖波夫时卷入了宫廷的阴谋中。公爵与女皇在军事决策上争执不下：女皇拒绝妥协而公爵希望以对普鲁士让步争取时间。 对俄国来说幸运的是，英普同盟随即瓦解，英国也撤回了要求俄国接受恢复战前状态的最后通牒。如此一来俄国避免了战争的扩大化。
尽管仍在与土耳其交战，波将金的注意力已经转移到了波兰，他获得了波兰保守派们的支持，其中包括了大贵族斯坦尼斯瓦夫·什琴斯内·波托茨基。他们的诸多未来得及确定实施的方案中包括波将金在波兰称王。
与土耳其的战争前线继续传来捷报，这主要归功於波将金。他此时有机会迫使土耳其议和，当然这也意味着他要离开叶卡捷琳娜。然而，波将金的拖延让女皇不悦，与此同时，他又有了新的情人，已婚的公爵夫人帕斯科维娅·安德烈耶夫娜·戈利岑娜。 最后，他被授权全权负责与土耳其的谈判（并随后去实现他对波兰的野心）。波将金南下后，女皇这样写信给他：“再见了我的朋友，吻你”。 

### 死亡

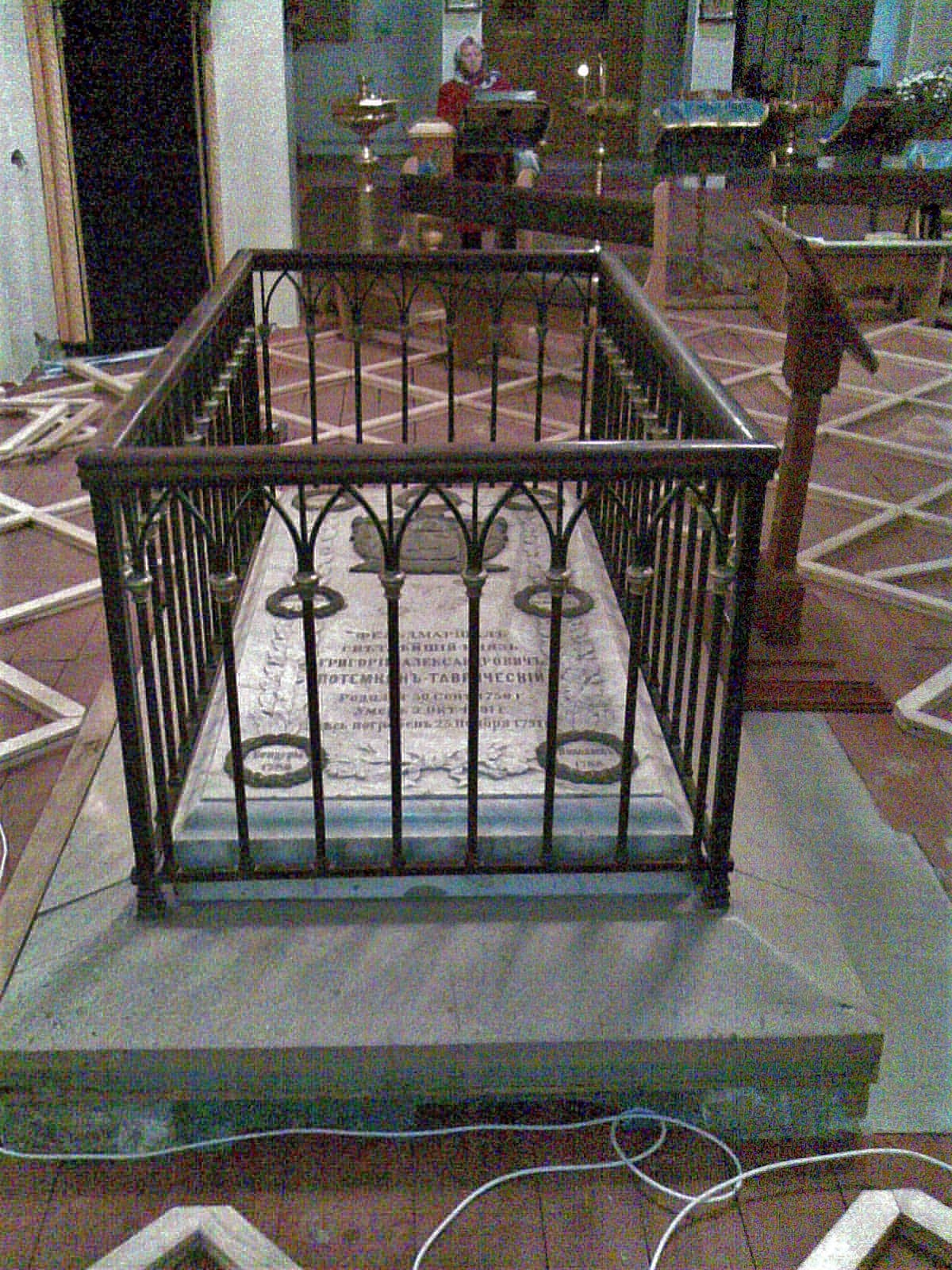
波将金位于赫尔松的圣凯瑟琳大教堂的坟墓

波将金在热病肆虐的雅西染病，然而他继续忙于和谈。为了准备突袭波兰和南方新的战事，他短暂节制饮食并有所康复。但是他拒绝服药而且再次暴饮暴食，吃掉了“火腿，一只板鹅和三四只鸡”。 在十月13日1791年［儒略曆十月 2日］，他感觉不错并在彻底病倒前口述了一份信给叶卡捷琳娜。稍后他醒来，派遣他的手下去尼古拉耶夫。 在十月16日1791年［儒略曆十月 5日］波将金死于距离雅西40英里的野外草原上，根据同时代的传言，波兰历史学家Jerzy Łojek认为波将金是被毒死的，因为他当时神志不清，已经成为一个累赘。但是英国历史学家蒙蒂菲奥里反对这种观点，他认为波将金真的是病死的，是死于支气管肺炎。波将金猝死后，谈判被叶卡捷琳娜的秘书和外交大臣亚历山大·贝兹贝罗迪科接管，最终促成了雅西和約。条约中俄国从奥斯曼帝国攫取了大片的领土。
波将金的尸体被做了防腐处理并在雅西为他举办了一场葬礼。他死后八天被下葬。叶卡捷琳娜非常悲痛并下令暂停圣彼得堡的一切社交活动。俄国诗人加甫里尔·杰尔查文 创作了《瀑布》哀悼波将金公爵。波将金在军队中广受爱戴，被视作父亲的形象。军队对他的死尤为悲伤。 波将金曾经试图重振波兰并担当波兰领袖，他死后，根据波将金同时代的波兰总理坦尼斯瓦夫·马瓦霍夫斯基 的说法，波将金的侄女 亚历山德拉·冯·恩格尔哈特,同时也是塔戈维查联盟领袖和波兰富豪的Franciszek Ksawery Branicki的妻子, 不得不再次担忧波兰的命运。波将金把国库作为自己的私人金库，这让他的财政状况至今不明。叶卡捷琳娜买下了塔夫利宫和波将金的艺术收藏来偿还他的债务。因此他留下了可观的遗产。叶卡捷琳娜二世的儿子保罗于1796年继位，他试图尽量撤销波将金的改革。塔夫利宫被改建为军营，为纪念波将金而得名的城市格里戈里奥波尔也被修改了名字。
波将金的坟墓躲过了保罗一世摧毁的命令，隱藏多年後并最终在布尔什维克政权期间恢復了展出。之後他的遗体本身应该还在赫尔松的圣凯瑟琳大教堂的坟墓中。他的其它一些器官，包括最初在雅西的歌利亚修道院保存的波将金的心脏和大脑则下落不明。不過在2022年，在入侵烏克蘭佔領赫爾松期間，俄羅斯人又將他的遺骨挖出，並稱將帶去俄國。